# Leopardska kornjača
Leopardska kornjača (Stigmochelis pardalis) je velika i atraktivna kornjača pronađena u savanama Istočne i Južne Afrike, od Sudana do južnog rta. Jedini je član roda Stigmochelis, iako se u prošlosti obično nalazio u Geocheloneu. Ova kornjača je pašna vrsta koja favorizuje polu sušna, trnovita staništa travnjaka. I u veoma toplim i veoma hladnim vremenskim uslovima oni mogu boraviti u napuštenim rupama lisica, šakala ili mravojeda. Leopardske kornjače kopaju gnezda u kojima se polažu jaja. S obzirom na svoju sklonost ka travnatim staništima, ekstenzivno se hrani sa mešovitim travama. Takođe favorizuje sukulente i grudve.

## Taksonomija i etimologija
Postavka kornjače leoparda bila je predmet nekoliko revizija. Različiti autori su ga postavili u Geochelone (1957), Stigmochelis (2001), Centrochelis (2002) i Psammobates (2006). U skorije vreme, čini se da je konsenzus rešio Stigmochelis, monotipski rod. Došlo je do značajne rasprave o postojanju dve podvrste, ali nedavni radovi ne podržavaju ovu razliku.
"Stigmochelis" je kombinacija grčkih reči: stigma znači "markirati" ili "point" i chelone znači "kornjača". Specifično ime pardalis je od latinske reči pardus, što znači "leopard", a odnosi se na leopardove tačke na ljusci kornjače.

## Opis
Leopardska kornjača je četvrta po veličini vrsta kornjača na svetu, s tipičnim odraslim osobama koje dosežu 40 centimetara (16 inča) i težine 13 kilograma (29 lb). Odrasli imaju tendenciju da budu veći u severnom i južnom kraju njihovog dometa, gde tipični primerci teže do 20 kilograma (44 lb), a izuzetno velika kornjača može doseći 70 centimetara (28 in) i 40 kilograma. Mogu da žive do 75 godina.
Oklop je visok i obrušen strmim, gotovo vertikalnim stranama. Maloletnici i mladi su atraktivno označeni crnim mrljama, ili čak crtama i prugama na žutoj pozadini. Kod odraslih osoba oznake imaju tendenciju da nestaju u smeđoj ili sivoj boji. Glava i udovi su ravnomerno obojeni žutom, tamnom ili smeđom.

## Distribucija i stanište
Široko su rasprostranjene u sušnim i savanskim regionima istočne i južne Afrike, koji se protežu od Južnog Sudana i Somalije, preko istočne Afrike do južne Afrike i Namibije. Ova vrsta uglavnom ne postoji u vlažnim šumskim predelima centralne Afrike. Preko tog raspona, kornjača leoparda zauzima najrazličitija staništa bilo koje afričke kornjače, uključujući travnjake, trnje, zemlju i savane. Mogu se naći na nadmorskim visinama od nivoa mora do 2.900 metara (9.500 stopa).

## Ekologija i ponašanje
Leopardske kornjače su biljojedi; njihova ishrana se sastoji od raznovrsnih biljaka, uključujući cvetove, trave i sukulente. Oni ponekad grizu kosti ili čak jedu izmet hijene da dobiju kalcijum, neophodan za razvoj kostiju i njihove ljuske. Semenke će proći nesvarene kroz creva, tako da leopardova kornjača igra značajnu ulogu u rasipanju semena. Normalno su aktivni tokom dana, manje aktivni tokom vrućeg vremena ili tokom sušne sezone.
Veoma dugotrajna životinja, kornjača leoparda dostiže polnu zrelost između 12 i 15 godina. Tokom sezone parenja, mužjaci će se boriti za ženke, udarajući svoje konkurente. Oni će pratiti ženke dosta daleko, često ih udarajući u podređenost. Prilikom parenja, muškarac pravi razne vokalizacije. Inkubacija će trajati 8-15 meseci u zavisnosti od temperature. Postoje brojni grabljivci jaja i mladunaca, uključujući guštere, zmije, šakale i vrane. Odrasli imaju nekoliko prirodnih grabljivaca, ali su lavovi i hijene povremeno prijavljivani.

## Konzervacija
Kornjača leoparda je široko rasprostranjena vrsta i ostaje uobičajena u većini asortimana. Ljudske aktivnosti, uključujući sagorevanje poljoprivrede, potrošnju, a posebno komercijalnu eksploataciju u trgovini kućnim ljubimcima, potencijalne su pretnje, ali još uvek nisu uzrokovale značajan pad stanovništva. Sve se više uzgajaju u zatočeništvu za trgovinu kućnim ljubimcima. Na primer, većina kornjača koje se izvoze iz Kenije i Tanzanije potiču iz programa za uzgoj u zatočeništvu, ublažavajući sakupljanje iz divljine. Leopardska kornjača je navedena u Dodatku II CITES-a od 1975. godine, a 2000. godine su Sjedinjene Države zabranile uvoz zbog rizika od srčanog udara, zarazne bolesti koju nose kornjačevini, što bi moglo ozbiljno uticati na američku stočarsku industriju.